# Silvia Quevedo
Silvia Quevedo (ur. 6 maja 1959) – peruwiańska siatkarka. Reprezentantka kraju na igrzyskach olimpijskich w Montrealu.